# Closterium juncidium
Closterium juncidium  là một loài Song tinh tảo trong họ Desmidiaceae, thuộc chi Closterium.